# حبيل الحديدة (طور الباحة)

تعديل مصدري - تعديل

حبيل الحديدة هي إحدى قرى عزلة طور الباحة بمديرية طور الباحة التابعة لمحافظة لحج، بلغ تعداد سكانها 147 نسمة حسب تعداد اليمن لعام 2004.